# Matt Frewer
Matthew George "Matt" Frewer (n. 4 ianuarie 1958, Washington, D.C.) este un actor canadiano-american de teatru, film și televiziune. A debutat ca actor în 1983 și este cel mai cunoscut pentru interpretarea personajului Max Headroom și a răufăcătorului Moloch în filmul Cei ce veghează.

## Viață și carieră
Frewer s-a născut la Washington, D.C., fiind fiul lui Gillian Anne (născută German) și a lui Frederick Charlesley Frewer, un ofițer în Royal Canadian Navy. El a crescut în Peterborough, Ontario și a studiat la faimosul Bristol Old Vic Theatre School, absolvind cursurile de actorie de trei ani în 1980.
În 2009, Frewer l-a interpretat pe răufăcătorul Moloch the Mystic în adaptarea pentru film a serialului de benzi desenate Watchmen și pe White Knight în seria în două părți Alice (decembrie 2009), bazat pe Alice în Țara Minunilor. Frewer l-a interpretat pe Pestilence în două episoade ale sezonului 5 al serialului TV Supernatural.

### Viață personală
El are dublă cetățenie canadiană și americană. Când nu filmează, el, soția (Amanda Hillwood) și fiica sa își împart timpul între locuințele lor din Malibu, California și Gatineau Hills din Quebec.

## Filmografie
- The Crimson Permanent Assurance (1983)
- The Lords of Discipline (1983)
- Supergirl (1984)
- Spies Like Us (1985)
- The Fourth Protocol (1987)
- Ishtar (1987)
- Speed Zone! (1989)
- Far From Home (1989)
- Dragă, am micșorat copiii (1989)
- Short Time (1990)
- The Taking of Beverly Hills (1991)
- Twenty Bucks (1993)
- The Stand (1994)
- Driving Mr. Pink (1995) (voice)
- National Lampoon's Senior Trip (1995)
- Lawnmower Man 2: Beyond Cyberspace (1996)
- Generation X (1996)
- Hercules (1997)
- Breast Men (1997)
- 6ix (1999)
- Cyberworld (2000) (voice)
- Dawn of the Dead (2004)
- A Home at the End of the World (2004)
- Intern Academy (2004)
- Going the Distance (2004)
- Geraldine's Fortune (2004)
- Riding the Bullet (2004)
- Desperation (2006)
- Weirdsville (2007)
- Wushu Warrior (2008)
- Watchmen (2009)
- Frankie and Alice (2009)
- Darfur (2009)
- Rampage (2009)
- Battle of the Bulbs (2010)
- 50/50 (2011)

## Televiziune
- Roger de Carnac în episodul Robin of Sherwood al filmului The Betrayal (1986)
- Max Headroom și Edison Carter în serialul SF de televiziune Max Headroom (1987)
- Cliff King în episoadele Hostile Takeover și Redemption in Blood (1988) ale serialului TV Miami Vice
- Doctorul Mike Stratford în serialul TV Doctor Doctor (1989)
- Berlingoff Rasmussen în episodul "A Matter of Time" (1991) al serialului TV Star Trek: The Next Generation
- Vocea lui Mac Duff (tatăl Elmyrei) în Tiny Toon Adventures (1992)
- Bob Moody în serialul TV Shaky Ground (1992–1993)
- Howard Raymer în serialul TV Eerie, Indiana (1992)
- Vocea lui Sid the Squid în episodul "The Man Who Killed Batman" (1993) al serialului de desene animate Batman: The Animated Series
- Vocea Panterei Roz în serialul cu același nume (1993)
- Vocea lui Peter Blaine în Bonkers (1993)
- Vocea lui Chaos în Aladdin (1994)
- Trashcan Man în adaptarea TV The Stand după Stephen King (1994)
- Vocea lui Jackal în Gargoyles (1994–1996)
- Vocea Exterminatorului în Itsy Bitsy Spider (1994–1996)
- Vocea lui Lloyd în Dumb and Dumber (1995)
- Russel Tresh în epidosul pilot al filmului Generation X (1996) realizat de Fox Network
- Vocea lui the Leader în serialele de desene animate Incredible Hulk și Iron Man realizate de UPN (1996)
- Vocea lui Booby Vicious în Bruno the Kid (1996)
- Vocea Dr. Wally Pretorius în Mighty Ducks (1996)
- Vocea lui Jackal în Gargoyles: The Goliath Chronicles (1996)
- Norman Glass în episodul First Anniversary (1996) al serialului The Outer Limits
- Gene Kranz în Apollo 11 (1996)
- Vocea Inspectorului 47 în serialul TV pentru copii The Magic School Bus (1996)
- Charlie / Dr. Charles George în Quicksilver Highway (1997)
- Matt Praeger în Psi Factor: Chronicles of the Paranormal (1997–1999)
- Vocea lui Panic în serialul de desene animate Hercules (1998)
- Vocea lui Dedgar Deadman în Toonsylvania (1998)
- Larry Williams în Da Vinci's Inquest "Fantasy" & "Reality" [episoadele 11 și 12 din sezonul 2] (2000)
- Al Fisher în Jailbait (2000) (articol rusesc despre film: Малолетка (фильм, 2000))
- Sherlock Holmes în patru filme produse de Hallmark:
  - Câinele din Baskerville (2000), inspirat din romanul cu același titlu
  - Semnul celor patru (2001), inspirat din romanul cu același titlu
  - The Royal Scandal (2001), o adaptare a povestirilor Scandal în Boemia și Planurile Bruce-Partington
  - The Case of the Whitechapel Vampire (2002), o poveste originală
- Dr. Chet Wakeman în miniserialul Taken regizat de Steven Spielberg (2002)
- Wally în episodul Chocolate al serialului Masters of Horror. Regizat de Mick Garris (2005)
- Vocea lui Nigel Slothworth în Camp Lazlo (2005)
- Ralph Carver în adaptarea TV a romanului Desperation de Stephen King (2006)
- Jim Taggart în Eureka (2006–2011)
- Ted Altman în Intelligence (2006-2007)
- The White Knight în Alice (2009)
- Ciuma, unul dintre Cei patru călăreți ai Apocalipsei, în serialul TV Supernatural (2010)

## Radio
- Tales from the Mausoleum Club:  Episodul 2, "Heart of Skegness"